# 瓜伊基拉羅河

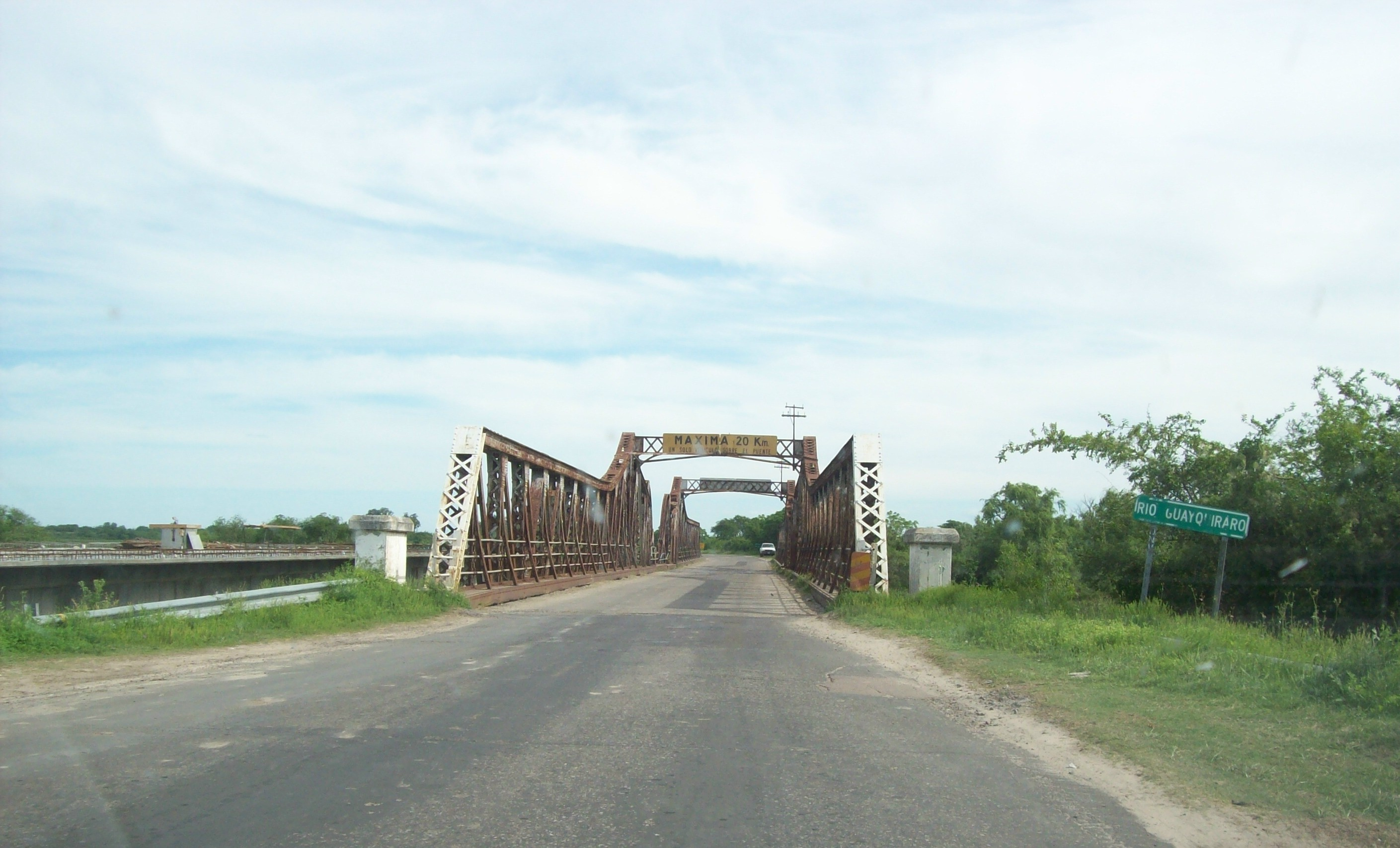
瓜伊基拉羅河大橋

瓜伊基拉羅河（西班牙語：Río Guayquiraró）是阿根廷的河流，位於該國東北部美索不達米亞地區，屬於巴拉那河的一部分，流經科連特斯省和恩特雷里奧斯省，河道全長158公里，流域面積9,701平方公里。
30°24′46″S 59°34′47″W / 30.41278°S 59.57972°W